# Araniella yaginumai
Araniella yaginumai là một loài nhện trong họ Araneidae. Loài này được tìm thấy ở Nga, Triều Tiên, Đài Loan và Trung Quốc. Loài này được miêu tả năm 1995.